# San Mateo del Mar
San Mateo del Mar är en ort i Mexiko.   Den ligger i kommunen San Mateo del Mar och delstaten Oaxaca, i den sydöstra delen av landet, 600 km sydost om huvudstaden Mexico City. San Mateo del Mar ligger 10 meter över havet och antalet invånare är 5 441.
Terrängen runt San Mateo del Mar är mycket platt. Havet är nära San Mateo del Mar österut.  San Mateo del Mar är det största samhället i trakten.